# 聂鸥
聂鸥（1948年—），女，辽宁新民人，中国画家，北京画院一级美术师，曾任中国美术家协会理事。